# Josh Quong Tart
Josh Quong Tart (Sídney; 18 de septiembre de 1975) es un actor australiano, más conocido por haber interpretado a Matt Honer en All Saints y a Miles Copeland en Home and Away.

## Biografía
Josh entró en 1994 a la prestigiosa escuela de teatro australiana National Institute of Dramatic Art NIDA, de donde se gradó en 1997 con un título en artes escénicas (actuación). 
Josh es descendiente del prominente Mei Quong Tart, quien era un embajador chino de Australia, también manejaba una casa de té en el edificio Queen Victoria en Sídney. Es el más joven de cuatro hermanos, uno de ellos se llama Byron Tart. 

## Carrera
Josh ha aparecido en varias series de televisión, películas y teatro, algunas obras en las que ha aparecido son Elvis: The Musical, Bad Boy Johnny, Old Wicked Songs, This Lime Tree Bower y en la comedia negra Killer Joe entre otros... 
Entre el 2001 y el 2003 participó en la exitosa serie australiana All Saints donde interpretó al secretario de sala Matthew "Matt" Horner.
En el 2003 Josh fue el anfitrión del programa de niños Sarvo junto a Jamie Croft en Nickelodeon.
También ha participado en series como Wildside, Water Rats, Young Lions, Master Raindrop, HeadLand y en el 2004 apareció en otra exitosa serie australiana Mcleod's Daughters, donde interpretó a Grant Meldrum.
En el 2006 apareció en la serie HeadLand donde interpretó a Will Monk, el esposo de Kate. Ese mismo año apareció en el show Lemon Tart junto a su hermano Byron Tart y la Genevieve Lemon.
El 30 de noviembre de 2007 se unió al elenco de otra aclamada serie australiana Home and Away, donde interpretó a Miles "Milco" Copeland, hasta el 23 de noviembre de 2011, después de que su personaje decidiera mudarse a Tailandia con su hermana gemela, Sally Fletcher para enseñar. En 1994 apareció por primera vez el personaje de Miles cuando Sally comenzó a tener a su amigo imaginario "Milco". A su llegada a Summer Bay en el 2007 se reveló que Miles era en realidad el hermano gemelo de Sally Fletcher. Por su interpretación ha sido nominado a los premios logie en el 2009 y el 2010.
En abril del 2012 se unió al elenco principal de la nueva serie Underbelly: Badness donde interpretó al criminal Andrew "Undies" Perish, el hermano del criminal Anthony Perish (Jonathan LaPaglia). La serie es parte de la exitosa Underbelly y en ella también aparecen los actores Matthew Nable, Ella Scott Lynch, Jodi Gordon, Aaron Jeffrey y Leeanna Walsman.

## Filmografía

### Series de televisión
| Año         | Serie               | Personaje              | Notas                                     |
| ----------- | ------------------- | ---------------------- | ----------------------------------------- |
| 2018        | Mr Inbetween        | Luke Henson            | episodio "Unicorns Know Everybody's Name" |
| 2016        | Fancy Boy           | Presidente Ryan        | episodio # 1.2                            |
| 2016        | Hyde & Seek         | Dale                   | episodio # 1.03                           |
| 2012        | Underbelly: Badness | Andrew "Undies" Perish | episodio "Thy Will Be Done"               |
| 2007 - 2011 | Home and Away       | Miles Copeland         | 827 episodios                             |
| 2008        | Master Raindrop     | -                      | tv serie                                  |
| 2005 - 2006 | HeadLand            | Will Monk              | 60 episodios                              |
| 2004        | Mcleod's Daughters  | Grant Meldrum          | episodio "Something to Prove"             |
| 2001 - 2003 | All Saints          | Matt Horner            | 37 episodios                              |
| 2002        | Young Lions         | Doctor Martin          | episodio #1.1                             |
| 2001        | Water Rats          | Yo                     | episodio "Robbo's Ghost"                  |
| 1998        | Wildside            | Tom                    | episodio #1.18                            |

### Películas
| Año  | Serie                     | Personaje       | Notas                                                                                              |
| ---- | ------------------------- | --------------- | -------------------------------------------------------------------------------------------------- |
| 2013 | Notes                     | Gerrard         | corto - junto a Martin Crewes, Wayne Blair, Henry Nixon, Josef Ber, Abe Forsythe & Khan Chittenden |
| 2013 | Around the Block          | Barry Griffen   | junto a Christina Ricci, Matthew Nable, Daniel Henshall & Andrea Demetriades                       |
| 2012 | The Great Mint Swindle    | Brian Mikelberg | junto a Grant Bowler, Todd Lasance & John Batchelor                                                |
| 2010 | Shock                     | Shitstick       | corto - junto a Helen Dallimore, Damon Herriman & Felix Williamson                                 |
| 2003 | Syntax Error              | Desmond         | corto - junto a Helmut Bakaitis, Anthony Simcoe & Sacha Horler                                     |
| 1999 | Chameleon II: Death Match | Connor          | -                                                                                                  |
| 1992 | The Leaving of Liverpool  | Thung           | -                                                                                                  |

### Coproductor
| Año  | Programa | Notas              |
| ---- | -------- | ------------------ |
| 2010 | Shock    | productor asociado |

### Teatro
| Año  | Obra                                  | Personaje | Director           | Teatro                 | Notas                                                                |
| ---- | ------------------------------------- | --------- | ------------------ | ---------------------- | -------------------------------------------------------------------- |
| 2012 | Red Wharf: Beyond The Rings of Satire | Joyce     | -                  | Sídney Theatre         | junto a Amanda Bishop, Drew Forsythe & Phillip Scott                 |
| 2011 | Rope                                  | Rupert    | Iain Sinclair      | -                      | junto a Bob Baines, Anthony Gooley, Anthony Gee & Sarah Snook        |
| 2010 | Our Town                              | -         | Iain Sinclair      | Drama Theatre          | junto a Nicholas Bakopoulos-Cooke & Ashleigh Cummings                |
| 2008 | Killer Joe                            | -         | Iain Sinclair      | Belvoir Street Theatre | junto a Anita Hegh & Christopher Stollery                            |
| 2007 | Troupers                              | -         | Jean-Pierre Mignon | -                      | junto a Blazey Best & Barry Otto                                     |
| 2006 | The Hanging of Jean Lee               | -         | Tim Maddock        | -                      | junto a Jeff Duff, Hugo Race & Max Sharam                            |
| 2004 | The Miser                             | -         | Jean-Pierre Mignon | Drama Theatre          | junto a Julie Forsyth, Christian Manon, Steve Rogers & Brett Stiller |
| 2001 | Shakespeare's R & J                   | -         | John O'Hare        | -                      | junto a Angus King, Justin Smith & Darren Weller                     |

## Premios y nominaciones
| Año  | Categoría          | Premio             | Serie         | Resultado |
| ---- | ------------------ | ------------------ | ------------- | --------- |
| 2011 | Best Daytime Star  | Inside Soap Award  | Home and Away | Nominado  |
| 2010 | Most Popular Actor | Logie Award        | Home and Away | Nominado  |
| 2009 | Best Actor         | Inside Soap Awards | Home and Away | Nominado  |